# Matsusaka
Matsusaka (松阪市?) è una città giapponese della prefettura di Mie. La città è famosa per il manzo di Matsusaka e ha dato i natali a Motoori Norinaga.

## Storia
Fondata nel 1588 nell'allora Provincia di Ise da Gamo Ujisato, che aveva ricevuto nel 1584 da Toyotomi Hideyoshi lo han di Matsugashima, dal valore di 120.000 koku. Quattro anni dopo Gamo iniziò la costruzione di un castello nella foresta di Yoiho (四五百森?, yoiho no mori) al quale diede il nome di "Matsusaka," che significa "pendio 阪 (coperto di) pini 松".

## Popolazione
La popolazione di Matsusaka era di 168 146 abitanti nel 2010.

## Confini
Matsusaka confina con:
- La città di Tsu a nord.
- La baia di Ise a nordest.
- La città di Meiwa a est.
- La città di Taki a sud.
- La città di Ōdai a sud.
- Il villaggio di Kawakami a sudovest.
- Il villaggio di Higashiyoshino a ovest.
- Il villaggio di Mitsue a ovest.